# Sing & Moovie
Sing & Moovie – trzypłytowy album polskiej sopranistki Elżbiety Towarnickiej, wydany w styczniu 2015 przez firmy Platiner / Atlas.

## Wykonawcy

### CD1
- Elżbieta Towarnicka – sopran
- Marek Stefański – organy

### CD2
- Elżbieta Towarnicka – sopran
- Marek Stefański – organy (1-14)
- Andrzej Białko – organy (15)

### CD3
opis poniżej

## Lista utworów[2]

### CD1
1. Ave Maria	Giulio Caccini 1545-1618	3:02
2. Suscepit Israel	Marcin Józef Żebrowski 1702-1770	3:46
3. Sicut locutus est	Marcin Józef Żebrowski 1702-1770	3:54
4. Aria z Magnificat, BWV 243, "Quia respexit"	Johann Sebastian Bach 1685-1750	3:16
5. Ave Maria	Johann Sebastian Bach / Charles Gounod 1818-1893	2:36
6. Ave Maria	Wolfgang Amadeus Mozart 1756-1791	2:20
7. Ave Maria	Franz Schubert 1797-1828	4:43
8. Matko Niebieskiego Pana – według Śpiewnika Ks. J.S. Siedleckiego Anonim XVIII w.	3:17
9. Ave Maria	Camille Saint-Saëns 1835-1921	3:39
10. Ave Maria	Henri Seroka * 1949	2:53
11. Offertorium z Mszy Polskiej	Jan Adam Maklakiewicz 1899-1954	2:22
12. Confitebor Tibi	Jerzy Kaszycki * 1926	5:03
13. Beatus vir	Jerzy Kaszycki * 1926	3:48
14. Lauda Jerusalem	Jerzy Kaszycki * 1926	3:54
15. Missa in honorem Sanctae Caeciliae I. Kyrie	Lech Skoczylas * 1956	1:43
16. Missa in honorem Sanctae Caeciliae II. Sanctus – Benedictus	Lech Skoczylas * 1956	2:04
17. Missa in honorem Sanctae Caeciliae III. Agnus Dei Lech Skoczylas * 1956	1:53
18. Trzy pieśni pasyjne: I. Pieta – Żale Matki Boskiej pod Krzyżem Juliusz Łuciuk * 1927	4:05
19. Trzy pieśni pasyjne: II. Tren – Lamentacja o umęczeniu Pana Naszego	Juliusz Łuciuk * 1927	4:47
20. Trzy pieśni pasyjne: III. Hymn – Uwielbienie Boga Juliusz Łuciuk * 1927	2:58
21. Ludu mój, ludu	Anonim VIII w.	1:58
22. Ogrodzie oliwny	Anonim XVII w.	6:37
23. Dobranoc, Głowo święta	Anonim XVIII w.	4:59

### CD2
1. Cicha noc	Franz Xaver Gruber 1787-1863	03:23
2. O gwiazdo Betlejemska	ks. Zygmunt Odelgiewicz XIX w.	03:10
3. Witaj gwiazdko złota	Jan Adam Maklakiewicz 1988-1954	04:31
4. Idzie na ziemię	Wacław Geiger 1907-1988	04:23
5. Rozkwitnęła się Lilija	Anonim	02:53
6. Gdy śliczna Panna	Anonim XVIII w.	03:24
7. Lulajże Jezuniu	Anonim XVIII w.	03:26
8. Śliczna Panienka	Jan Adam Maklakiewicz 1988-1954	02:42
9. Święta Panienka Syna usypiała	Anonim XVIII w.	02:56
10. Jezus malusieńki	Feliks Nowowiejski 1877-1946	02:19
11. Ucichłeś Jezuleńku	Anonim XVIII w.	04:46
12. Oj maluśki, maluśki	Lech Skoczylas * 1956	03:24
13. Gdy śnieżny puch	Lech Skoczylas * 1956	04:29
14. Mariacka kolęda	Lech Skoczylas * 1956	02:20
15. O Domina Nostra – Medytacje o Jasnogórskiej Pani Naszej op.55 Henryk Mikołaj Górecki 1933-2010	28:36

### CD3
1. "Kolos" – Temat główny; Andrzej Nowak, Krzesimir Dębski; Zespół muzyczny pod dyrekcją Krzesimira Dębskiego	2:50
2. Die Antwort;	Paolo Bozzola / Kenji Kawai, Kenji Kawai – słowa; Zespół muzyczny pod dyrekcją Kenji Kawai.	4:59
3. "Avalon" – Voyage to Avalon [orchestra version]; Kenji Kawai, Kenji Kawai – słowa; Orkiestra i Chór Filharmonii Narodowej w Warszawie, Kenji Kawai – keybord, perkusja, Jerzy Swoboda – dyrygent	10:18
4. "Papusza" – Kicý bidy i bokhá!; Jan Kanty Pawluśkiewicz, Bronisława Wajs-Papusza – słowa; Orkiestra i Chór Polskiego Radia w Krakowie, Wojciech Michniewski – dyrygent	4:14
5. "Papusza" – Tradén romá; Jan Kanty Pawluśkiewicz, Bronisława Wajs-Papusza – słowa; Gwendolyn Bradley – sopran, Bożena Zawiślak-Dolny – alt, Andrzej Biegun – baryton, Orkiestra i Chór Polskiego Radia w Krakowie, Wojciech Michniewski – dyrygent	4:38
6. "Papusza" – Kicý bidy i bokhá; Jan Kanty Pawluśkiewicz, Bronisława Wajs-Papusza – słowa; Kayah – śpiew, Zespół Romani Bacht pod dyrekcją Adama Paczkowskiego	2:56
7. "Pokój Saren"- Chleba naszego; Lech Majewski / Józef Skrzek, Lech Majewski – libretto; Mieczysław Czepulonis – baryton, partia ojca, Wielka Orkiestra Symfoniczna Polskiego Radia w Katowicach, Zdzisław Szostak – dyrygent, Chór Opery Śląskiej, Krystyna Świder – kierownictwo chóru	3:39
8. "Pokój Saren" – Wspólny obiad; Lech Majewski / Józef Skrzek, Lech Majewski – libretto; Artur Stefanowicz – kontratenor, partia syna , Mieczysław Czepulonis – baryton, partia ojca, Wielka Orkiestra Symfoniczna Polskiego Radia w Katowicach, Zdzisław Szostak – dyrygent, Chór Opery Śląskiej, Krystyna Świder – kierownictwo chóru	5:03
9. "Pokój Saren" – Fontanna; Lech Majewski / Józef Skrzek, Lech Majewski – libretto, Artur Stefanowicz – kontratenor, partia syna, Mieczysław Czepulonis – baryton, partia ojca, Wielka Orkiestra Symfoniczna Polskiego Radia w Katowicach, Zdzisław Szostak – dyrygent, Chór Opery Śląskiej, Krystyna Świder – kierownictwo chóru	4:45
10. "Pokój Saren" – Nasze drzewo; Lech Majewski / Józef Skrzek, Lech Majewski – libretto; Artur Stefanowicz – kontratenor, partia syna, Wielka Orkiestra Symfoniczna Polskiego Radia w Katowicach, Zdzisław Szostak – dyrygent, Chór Opery Śląskiej, Krystyna Świder – kierownictwo chóru	6:19
11. "Pokój Saren" – Śmierć sąsiadki; Lech Majewski / Józef Skrzek, Lech Majewski – libretto; Artur Stefanowicz – kontratenor, partia syna, Wielka Orkiestra Symfoniczna Polskiego Radia w Katowicach, Zdzisław Szostak – dyrygent, Chór Opery Śląskiej, Krystyna Świder – kierownictwo chóru	5:36
12. "Pokój Saren" – Ogród; Lech Majewski / Józef Skrzek, Lech Majewski – libretto; Wielka Orkiestra Symfoniczna Polskiego Radia w Katowicach, Zdzisław Szostak – dyrygent, Chór Opery Śląskiej, Krystyna Świder – kierownictwo chóru	4:54
13. "Pokój Saren" – Pokój Saren; Lech Majewski / Józef Skrzek, Lech Majewski – libretto; Artur Stefanowicz – kontratenor, partia syna, Mieczysław Czepulonis – baryton, partia ojca, Wielka Orkiestra Symfoniczna Polskiego Radia w Katowicach, Zdzisław Szostak – dyrygent, Chór Opery Śląskiej, Krystyna Świder – kierownictwo chóru	4:39
14. "Mała Vilma" – Pieśń; Jan Kanty Pawluśkiewicz, Jan Nowicki – słowa; Krakowska Orkiestra Kameralna, Mariusz Pędziałek – obój, Halina Jarczyk – dyrygent	7:07
15. "Libera Me"; Michał Lorenc; Grażyna Strzeszewska – harfa, Barbara Witkowska – harfa; Maria Rydzewska – keybord; Rafał Tomecki – wiolonczela	2:05
16. "Kartka z podróży" – Temat główny; Zygmunt Konieczny; Zespół muzyczny pod dyrekcją Zdzisława Szostaka	4:13